# Spinther alaskensis
Spinther alaskensis is een borstelworm uit de familie Spintheridae. Het lichaam van de worm bestaat uit een kop, een cilindrisch, gesegmenteerd lichaam en een staartstukje. De kop bestaat uit een prostomium (gedeelte voor de mondopening) en een peristomium (gedeelte rond de mond) en draagt gepaarde aanhangsels (palpen, antennen en cirri).
Spinther alaskensis werd in 1948 voor het eerst wetenschappelijk beschreven door Hartman.